# Décès en 1049
Décès
- 1045
- 1046
- 1047
- 1048
- 1049
- 1050
- 1051
- 1052
- 1053

Cette page dresse une liste de personnalités mortes au cours de l'année 1049 :

## Jour connu
- 1er janvier : Odilon de Mercœur[1].
- 2 janvier : Abu Sa'id Ibn Abu al-Khayr, mystique et poète persan[2].
- 31 juillet[3] : Guifred, comte de Cerdagne, fondateur de l'abbaye Saint-Martin du Canigou, où il s'était retiré en novembre 1035 et était devenu moine.
- 18 ou 19 septembre : Eadnoth II, évêque de Dorchester[4].
- après le 3 octobre : Hugues d'Ivry, évêque de Bayeux.
- 20 novembre : Raymond Ier Copa, archevêque d'Auch.
- 1er décembre : Ermesinde de Foix, reine consort d'Aragon et comtesse consort de Ribagorce et de Sobrarbe.
- 31 décembre : Odilon de Cluny, ou Odilon de Mercœur, cinquième abbé de Cluny.

## Jour inconnu
- Airlangga, roi de Janggala.
- Al-Malik al-Aziz (en), prince des Bouyides.
- Beorn Estrithson, fils d'Ulf Thorgilsson.
- Ederam (évêque de Poznań) (en).
- Herbert, évêque de Coutances puis de Lisieux.
- Herman d'Aversa, 5e comte normand d'Aversa.
- Kōkei, moine bouddhiste japonais, auteur du Enoshima Engi.
- Lashkari ibn Musa (en)
- Pietro, cardinal de l'Église catholique.
- Théopempte métropolite de Kiev
- Thierry IV de Frise occidentale, comte de Frise occidentale.

## Date incertaine
- vers 1049 :
  - Herman de Hainaut, comte de Hainaut et de Mons, de la partie mériodionale du Brabant et marquis de Valenciennes.

- février 1049 ou mars 1050 :
  - Pandolf IV, prince de Capoue.

## Crédit d'auteurs
- Cet article est partiellement ou en totalité issu de l'article intitulé « 1049 » (voir la liste des auteurs).